# Sigma Tauri
Sigma Tauri (σ Tauri, förkortat Sigma Tau, σ Tau) som är stjärnans Bayerbeteckning, är en visuell dubbelstjärna  belägen i den mellersta delen av stjärnbilden Oxen. Komponenter betecknas σ1 Tauri och σ2 Tauri, med den senare som den nordligare stjärnan. De är separerade med 7,2 bågminuter och kan enkelt upplösas med en handkikare. De har en skenbar magnitud på +5,07 respektive +4,70, och båda är synliga för det blotta ögat. Även om de ligger i riktningen för stjärnhopen Hyaderna, har de, baserat på parallaxmätningar, uteslutits från att tillhöra stjärnhopen. Baserat på parallaxmätning inom Hipparcosuppdraget på ca 22,2 respektive 21,0 mas, beräknas de befinna sig på ett avstånd av ca 147 ljusår (45 parsek) respektive 156 ljusår (48 parsek) från solen.

## Egenskaper
Sigma1 Tauri är en enkelsidig spektroskopisk dubbelstjärna med en omloppsperiod på 38,951 dygn och en excentricitet på 0,15.  Primärstjärnan är en Am-stjärna av spektralklass A4m, vilket anger att det är en kemiskt ovanlig stjärna av typ A. Den har en massa som är 1,9 gånger solens massa och utstrålar 14,7 gånger mera energi än solen från dess fotosfär vid en effektiv temperatur på 8 470 K.
Sigma2 Tauri är en ensam stjärna i huvudserien av spektralklass A5 Vn, där n-suffixet anger att linjerna är "suddiga" på grund av stjärnans snabba rotation. Stjärnan har en massa som är 1,7 gånger solens massa, en radie som är 1,9 gånger solens och utstrålar 22,5  gånger mer energi än solen från dess fotosfär vid en effektiv temperatur på omkring 8 165 K.